# Maria Brosius
Maria Brosius é uma historiadora britânica especialista na Pérsia pré-islâmica, com ênfase no Império Aquemênida. Doutora pela Universidade de Oxford com seu estudo "Mulheres na Pérsia Antiga" (Women in Ancient Persia, 1996), trabalhou entre 1995-1998 como docente em História Antiga pelo Queen's College, em Oxford, e entre 2000-2005 pela Universidade de Newcastle. Em 2005 foi professora convidada em John's College, em Oxford, entre 2005-2007 no Wolfson College e entre 2006-2007 no Seminário Altorientalistisches e no Seminar für Alte Geschichte da Universidade Livre de Berlim. Desde 2013 é uma professora associada do Departamento de Civilizações do Oriente Próximo e Médio da Universidade de Toronto.
Seus estudos focam nas ligações políticas e culturais entre o Mundo Clássico e o Mundo Próximo Oriental, com ênfase em como os documentos são construídos para facilitar a troca e transmissão de informações e conhecimentos. Outros estudos por ela desenvolvidos enfatizam o papel da mulher durante a Antiguidade, a historiografia grega acerca dos persas e arquivos antigos, tendo este último resultado na publicação, em 2003, do "Arquivos e Tradições Arquivais. Conceitos de manutenção de registro no Mundo Antigo". Entre 2005-2007, Maria tornou-se pesquisadora do Centro para Estudos de Documentos Antigos da Universidade de Oxford e e titular de uma Grande Bolsa de Investigação Leverhulme (Leverhulme Major Research Fellowship) com a qual investigou as práticas arquivais e de transmissão do conhecimento no seio da classe escriba profissional.